# Gnathonemus echidnorhynchus
Gnathonemus echidnorhynchus es una especie de pez elefante eléctrico perteneciente al género Gnathonemus en la familia Mormyridae presente en varias cuencas hidrográficas de África, entre ellas la cuenca central del Congo y probablemente en el Pool Malebo. Es nativa de la República Democrática del Congo; y puede alcanzar un tamaño aproximado de 11,0 cm.

## Estado de conservación
Respecto al estado de conservación, se puede indicar que de acuerdo a la IUCN, esta especie puede catalogarse en la categoría «Preocupación menor (LC)».